# Chrysosoma albidum
Chrysosoma albidum är en tvåvingeart som beskrevs av Becker 1922. Chrysosoma albidum ingår i släktet Chrysosoma och familjen styltflugor. Inga underarter finns listade i Catalogue of Life.